# Coordinació (gramàtica)
La coordinació, també anomenada parataxi, en lingüística, consisteix a unir dos elements que estan al mateix nivell sintàctic. D'aquest terme sorgeixen els conceptes de coordinació en matemàtiques (conjunts coordinats) i filosofia (per a les proposicions de lògica). La coordinació requereix un nexe que ajunti els dos elements, siguin paraules, sintagmes o oracions. Aquest nexe acostuma a ser una conjunció o locució equivalent.
La coordinació, en esports, és una qualitat física psicomotora o secundària que té el nostre organisme per solucionar eficaçment situacions motores desconegudes, gràcies al treball conjunt del sistema nerviós i sistema muscular.

## Tipus de coordinació en català
- Copulativa: els dos elements s'afegeixen sense aportar més valor que el de la suma. Els nexes típics són: i, ni…

Exemple: La Maria i el Pau són germans
- Adversativa: el segon element expressa una oposició respecte al significat primer, no n'és la conseqüència lògica. Els nexes adversatius són: però, no obstant…

Exemple: Li vaig dir que plouria però no va agafar el paraigües
- Disjuntiva: es dona una opció entre els dos elements. Els nexes típics són: o, o bé…

Exemple: Vols pa o patates amb la carn?
- Distributiva: els dos elements es reparteixen en el temps de l'acció. Els nexes més usuals són: no sols… sinó també, ni… ni…

 Exemple: Ni treballa ni deixa treballar
- Explicativa: el segon element precisa el significat del primer. Els nexes més utilitzats són: és a dir, o sigui…

Exemple: La capital de Catalunya, o sigui Barcelona, ha perdut població
- Il·lativa: el segon element reforça el sentit del primer. Els nexes més usuals són: i encara més, a part…

Exemple: És una barbaritat i encara més, és un crim